# ماکسیم دویاتوفسکی
ماکسیم دویاتوفسکی (به انگلیسی: Maxim Deviatovski) ژیمناست زادهٔ ۲۲ آوریل ۱۹۸۴ میلادی اهل کشور روسیه است.